# M.R.I ミライ
『M.R.I_ミライ』は、日本のフュージョン・バンドであるかつしかトリオのデビュー・アルバム。2023年10月25日にヤマハミュージックコミュニケーションズよりリリースされた。
キャッチコピーは『大人げないオトナの音楽』。

## 構成
レコーディング期間は後述のように、2022年6月、2023年5月、2023年8月の三期に分かれてはいるものの、参加メンバーは、向谷実（キーボード）、櫻井哲夫（ベース）、神保彰（ドラムス）によるかつしかトリオのみでゲスト・ミュージシャン無し、プロデュース及び作・編曲も全曲ともに、かつしかトリオによるもので統一されている。

## 背景
2021年のライブセッションをきっかけに結成されたかつしかトリオは、翌2022年前半にその年の活動をするためのミーティングを重ねるうちにライブ活動のみならず、新曲を作ってリリースする構想が沸く。そして、3曲を作って6月にスタジオ・レコーディングし、その3曲をパッケージしたセルフタイトルのミニアルバム『かつしかトリオ』として、7月8日に向谷が経営している音楽館から配信で一斉リリースした。iTunesジャズチャートとe-onkyo music（ハイレゾ配信）ジャズアルバムチャートでは第1位を記録した。スケジュールの都合でこの年はライブツアーが終わった8月で活動を閉じてしまったが、この3曲を加えてフルアルバムにして制作することを公表した。
2023年3月、半年ぶりにメンバー全員が集まり、まずはミーティングを始めていき、5月と8月に分けてスタジオ・レコーディングを行った。5月にレコーディングされた3曲は、アルバム発売に先駆けて、7月5日に「M.R.I_ミライ」を音楽配信限定シングルとして発表した。その後、8月に「a la moda」と、9月に「Bright Life」が連続してリリースした。
8月にアルバムがヤマハミュージックコミュニケーションズからリリースすることが公表されたことにともなって、それまで音楽館からのリリースであったものを9月のシングル「Bright Life」からヤマハミュージックコミュニケーションズにすべて移管されることになった。全10曲中6曲が既発表ではあるが、その配信されていた全ての既発表曲については再度アルバム用ミックスが施されている。

## 制作

### 1期目のレコーディング
| レコーディング日 | 曲名                 | ミュージック・ビデオ                      |
| ---------------- | -------------------- | ----------------------------------------- |
| 2022年6月        | 「Red Expess」       | Red Express かつしかトリオ - YouTube      |
| 2022年6月        | 「Shining Blue」     |                                           |
| 2022年6月        | 「柴又トワイライト」 | 柴又トワイライト かつしかトリオ - YouTube |

曲想は交通信号機の赤・青・黄色をイメージとして、赤はテクニカルな曲、青はメロウな曲、黄色はダンサブルな曲と事前に個性を分けて作られた。作曲者の名義は3曲ともに“かつしかトリオ”とした。それについて向谷と神保はe-onkyo musicサイトの連載『厳選 太鼓判ハイレゾ音源はこれだ！』100回記念 かつしかトリオインタビューで以下のように答えている。
実際の作曲工程は、誰かが作ってきたモチーフとなる曲をMIDIデータのやりとりで手を加えていくものとした。そして、2期目、3期目の作曲工程もそれが貫かれた。
レコーディング最終日はそのスタジオから最終段階のミックスダウンしたばかりの新曲3曲を神保が運営している公式YouTubeチャンネルでライブ配信している「OUCHI DE JIMBO 77」にて3人が解説を付けながら披露した。この時点では3曲ともに正式な曲名が決まっておらず、コメント欄にて視聴者に曲名の募集を呼び掛けた。しかしながら、「○○ Express」と縛りを加えていた「Red Express」は配信中に向谷自身がなにげに発したもので、「Shining Blue」は神保が当初から提案していた仮タイトルがそのままとなり、「柴又トワイライト」はその候補がなくて、後日、かつしかトリオに因んで東京都葛飾区内の地名・柴又と黄色は黄昏＝トワイライトから付けられた。

### 2期目のレコーディング
| レコーディング日 | 曲名             | ミュージック・ビデオ                  |
| ---------------- | ---------------- | ------------------------------------- |
| 2023年5月        | 「M.R.I_ミライ」 | M.R.I_ミライ かつしかトリオ - YouTube |
| 2023年5月        | 「a la moda」    | a la moda かつしかトリオ - YouTube    |
| 2023年5月        | 「Bright Life」  |                                       |

1期目と同様、メンバー3人の共作でMIDIデータをやり取りしながら曲作りを行っていった。最初に作った曲はアルバムタイトル曲にもなった「M.R.I_ミライ」。向谷は櫻井から送られてきたMIDIデータの凄まじいフレーズを聴いて驚愕したという。そのフレーズを作ってきた櫻井は、曰く「ちゃんと自分で弾けたので演奏用のデータとして送った」とのことだが、向谷は「なんだこれは!?」と音楽でないものを感じ、そして直近の定期健康診断で受けたMRI検査の大掛かりな機器から発する轟音を想起したことから、まずは仮タイトルで「MRI」と付けられ、後でそのMとRとI、三文字の各母音を拾って正式な曲名「M.R.I_ミライ」と付けられた。バンド結成のきっかけである、過去を懐かしむ同窓会的なノリからの脱却を図っていたかつしかトリオにとって「ミライ」＝「未来」は今後常に掲げられる目標であることからアルバムタイトルにも採用された。
1期目にレコーディングして既にリリースされていた三曲のなかで超絶技巧を駆使した「Red Express」がとりわけ好評だった上、それに勝るとも劣らない「M.R.I_ミライ」を作ったことにより、この二期目の他二曲もそれらに引っ張られて超絶技巧を駆使していくことになり、メンバー全員齢60代なのに“大人げない”作りとなっていったことから「大人げないオトナの音楽」（考案者：神保）というキャッチコピーが生まれ、それがそのまま三期目のレコーディングにも受け継がれてアルバムの方向性となっていった。
ラテン語で“おしゃれに”という意味を持たせた「a la moda」はラテン調の曲で、アコースティックピアノをフィーチャーした。「Bright Life」は仮タイトルで「日曜日の散歩」と付けられていて当初はその仮タイトル通りのユルい曲調であったのが、“大人げない”を注入したことにより、アグレッシブな展開も併せ持つようになっていった。なお、正式な曲名「Bright Life」は、レコーディング完了後、後述のライブ配信による新曲お披露目会開始30分前に決まった。
神保の公式YouTubeチャンネルで定期的にライブ配信している「OUCHI DE JIMBO 100」では、音楽館にある向谷のプライベートスタジオからレコーディングへ入る前に3人が集まって打ち合わせ終了後の配信で完成されたデモ曲を披露し、さらにレコーディングに入る直前2日前には、今度は神保のプライベートスタジオから演奏リハーサル終了後の配信でそのリハーサルした曲をライブ演奏で披露した。そして、レコーディング完了直後、向谷の公式YouTubeチャンネルでライブ配信による新曲お披露目会が行われた。

### 3期目のレコーディング
| レコーディング日 | 曲名                  | ミュージック・ビデオ |
| ---------------- | --------------------- | -------------------- |
| 2023年8月        | 「Katsushika De Ska」 |                      |
| 2023年8月        | 「Moon Town」         |                      |
| 2023年8月        | 「Route K3」          |                      |
| 2023年8月        | 「MAJESTIC」          |                      |

## リリース
2023年10月25日にヤマハミュージックコミュニケーションズから、CDと音楽配信の形態でリリースされた。
先着特典として、特定の販売店で購入した各チェーン店ごとに、チケットホルダーが配布された。

## 批評
| 専門評論家によるレビュー | 専門評論家によるレビュー |
| レビュー・スコア         | レビュー・スコア         |
| 出典                     | 評価                     |
| ------------------------ | ------------------------ |
| CDジャーナル             | 肯定的                   |

『CDジャーナル』は、キャッチコピーである『大人げないオトナの音楽』を「良い意味で“大人げなさ”が感じられ、3人のまさに“絶妙”と言えるアンサンブルが最高のグルーヴ感を感じさせてくれる」としたうえで「往年のフュージョンサウンドを最高に満喫できる必聴の1枚」と肯定的な評価を下している。

## チャート成績
2023年11月6日付のオリコン週間アルバムランキングでは28位にランクインした。
2023年11月1日付のBillboard Japan Hot Albumsでは24位にランクインした。

## 収録曲
| 全作曲・編曲: かつしかトリオ。 |                       |       |                |      |
| #                              | タイトル              | 作詞  | 作曲・編曲     | 時間 |
| 1.                             | 「M.R.I_ミライ」      |       | かつしかトリオ | 4:54 |
| 2.                             | 「Red Express」       |       | かつしかトリオ | 5:43 |
| 3.                             | 「Bright Life」       |       | かつしかトリオ | 4:15 |
| 4.                             | 「a la moda」         |       | かつしかトリオ | 4:15 |
| 5.                             | 「Shining Blue」      |       | かつしかトリオ | 4:41 |
| 6.                             | 「柴又トワイライト」  |       | かつしかトリオ | 5:02 |
| 7.                             | 「Katsushika De Ska」 |       | かつしかトリオ | 4:47 |
| 8.                             | 「Moon Town」         |       | かつしかトリオ | 3:34 |
| 9.                             | 「Route K3」          |       | かつしかトリオ | 4:50 |
| 10.                            | 「MAJESTIC」          |       | かつしかトリオ | 4:38 |
| 合計時間:                      | 合計時間:             | 46:39 |                |      |